# Partiledare
En partiledare eller partiordförande är ledare för ett politiskt parti. Titeln partiordförande kan även lägga större tonvikt på partiledarens funktion som ordförande i partiets styrelse. Beroende på land och parti är ledaren vald enligt olika förfaranden/system.
Om ett parti vinner ett nationellt val så är det oftast partiledaren som blir utsedd till regeringschef. Om regeringen består av en koalition av partier utses vanligtvis ledaren för det största partiet till regeringschef.